# Canato da Horda Branca
A Horda Branca (em cazaque: Aq Orda; em tártaro: Ak Urda) foi um dos canatos que se formaram por volta de 1227 após a morte de Gêngis Cã e a subsequente divisão de seu Império entre seus filhos e netos. Constituía a parte oriental da Horda Dourada (a parte ocidental era a Horda Azul).
Inicialmente abrangia a parte oriental do território governado por Jochi e incluía o oeste da Ásia Central e o sudoeste da Sibéria. Seu primeiro cã foi Ora-Ichen, filho de Jochi e neto de Gêngis Cã. A capital da Horda Branca localizava-se originalmente no lago Balcache, porém depois foi transferida para Signaque (Cazaquistão), no rio Sir Dária.
A Horda Branca foi consolidada efetivamente junto com a Horda Azul como a Horda de Ouro na década de 1250 sob Berke, e as hordas foram unidas formalmente entre 1378 e 1380 sob Toquetamis.

## Lista de cãs da Horda Branca
- Orda Cã (1226-1280)
- Kochu (1280-1302)
- Buyan (1302-1309)
- Sasibuca (1309-1315)
- Ilbasan (c.1315-1320)
- Mubarak Khwaja (1320-1344)
- Chimtay (1344-1374)
- Urus Cã (1374-1376)
- Toqtaqiya (1376-1377)
- Temur Maleque (1377)
- Toquetamis (1377-1378)